# Танди TRS-80
Танди ТРС-80 (енгл. Tandy TRS-80) је био први лични рачунар компаније Танди Корпорејшн (Tandy Corporation). Појавио се 1977. године у сјеверној Америци у Рејдио Шек (Radio Shack) продавницама.
ТРС-80 је укључивао тастатуру, касетни интерфејс, и 4 килобајта RAM меморије. Био је базиран на микропроцесору Зилог З80 и продавао се за 599 долара без монитора. Могао се прикључити на било који црно-бијели телевизор. Слика је била само црно-бијела, без боја.
Године 1980. Танди је направио насљедника једноставно названог „Колор Компјутер“ (Color Computer) или КоКо (CoCo).